# 638
638 (DCXXXVIII) var ett normalår som började en torsdag i den julianska kalendern.

## Händelser

### Oktober
- 12 oktober – När Honorius I avlider kommer påvestolen att stå tom i ett och ett halvt år.

### Okänt datum
- Klodvig II blir kung av Neustrien och Burgund.
- Sutran om Jesus Messias (Xuting mishi suojing) översätts som första kända kristna skrift till kinesiska av Alopen.
- Kejsar Tang Taizong ger kristendomen status av tolererad religion i Kina och tillåter Alopen att förkunna.

## Födda
- Huineng, kinesisk zen-monastiker.

## Avlidna
- 12 oktober – Honorius I, påve sedan 625.